# Microbuthus flavorufus
Espèce
Microbuthus flavorufus est une espèce de scorpions de la famille des Buthidae.

## Distribution
Cette espèce est endémique d'Égypte. Elle se rencontre vers Zafarana.

## Description
La femelle holotype mesure 19,7 mm.

## Publication originale
- Lourenço & Duhem, 2007 : « Observations on the remarkable disrupted geographical distribution of the genus Microbuthus Kraepelin, 1898 in North Africa, with the description of a new species from Egypt (Scorpiones, Buthidae). » Comptes Rendus Biologies, vol. 330, no 5, p. 439-445.